# 巴古拉

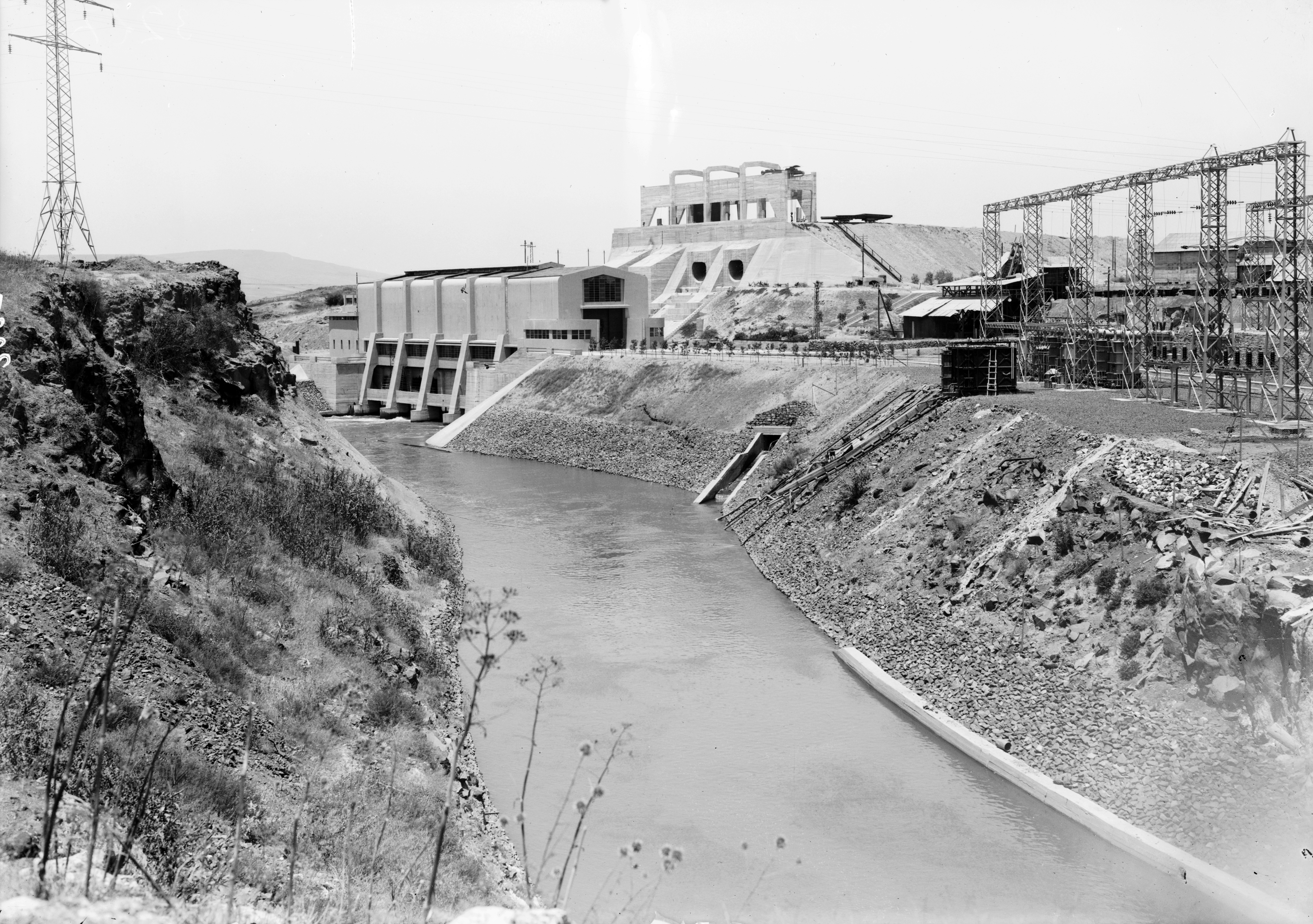
1933年的鲁登堡电厂

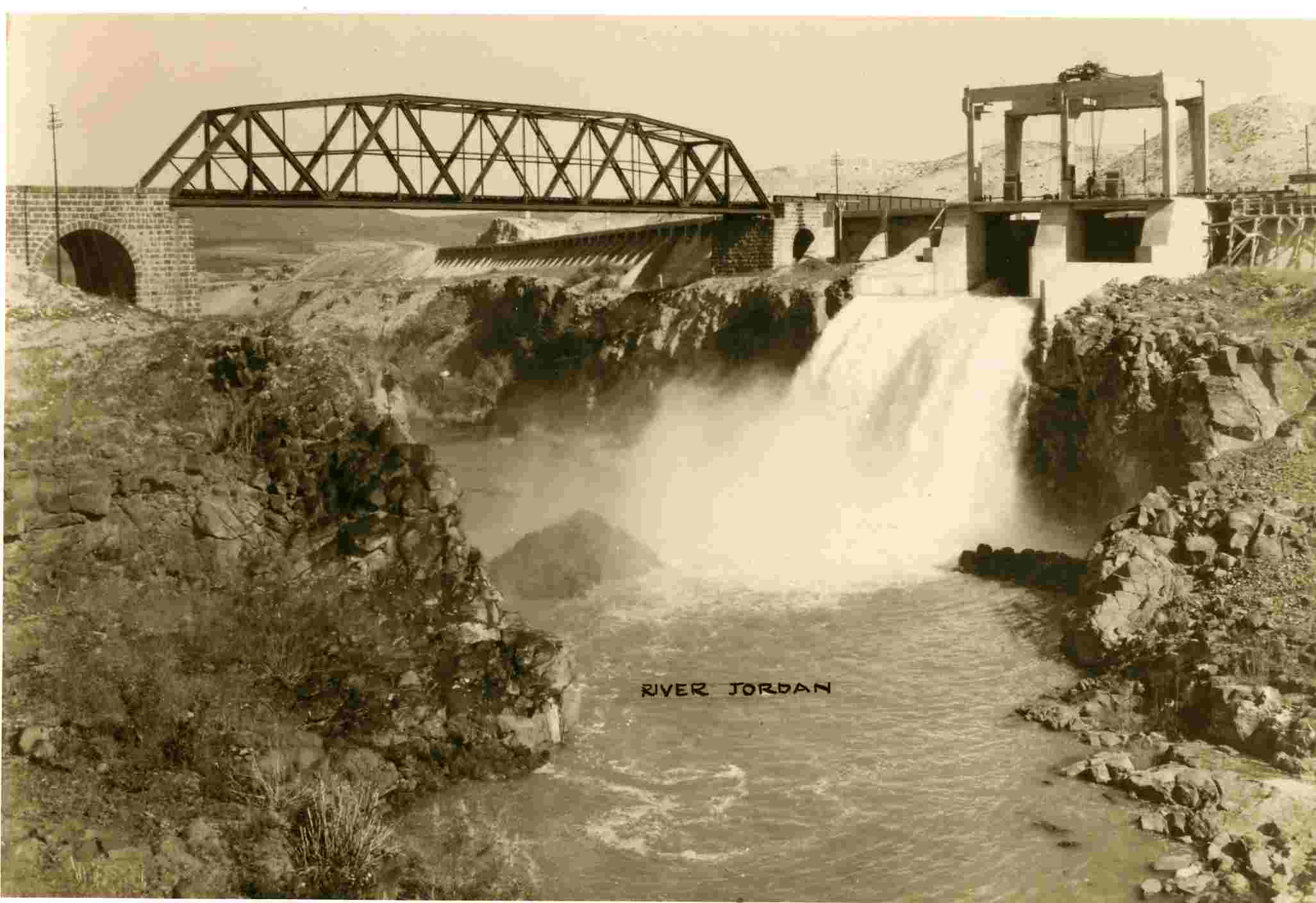
1935年的雅莫科水坝

巴古拉（阿拉伯语：‎），依希伯来语译为译为纳哈拉伊姆（希伯來語：‎，意为两条河流），是约以边境约旦一侧的领土，雅莫科河在此汇入约旦河。
巴古拉境内囊括了和平之岛和鲁登堡发电厂。1932年至1948年间由品哈斯·鲁登堡建立的水力发电厂承担了当时巴勒斯坦托管地的大部分电力生产工作。发电厂附属的泄洪道和坝体与两条河流合围的土地即为和平之岛。
1994年约以和约的附件一承认了巴古拉的主权归属约旦，但由以色列以租借的形式管理，直至2019年租约到期。2018年10月，约旦政府按约定提前一年宣布不会续约，将按期收回巴古拉和古玛尔。

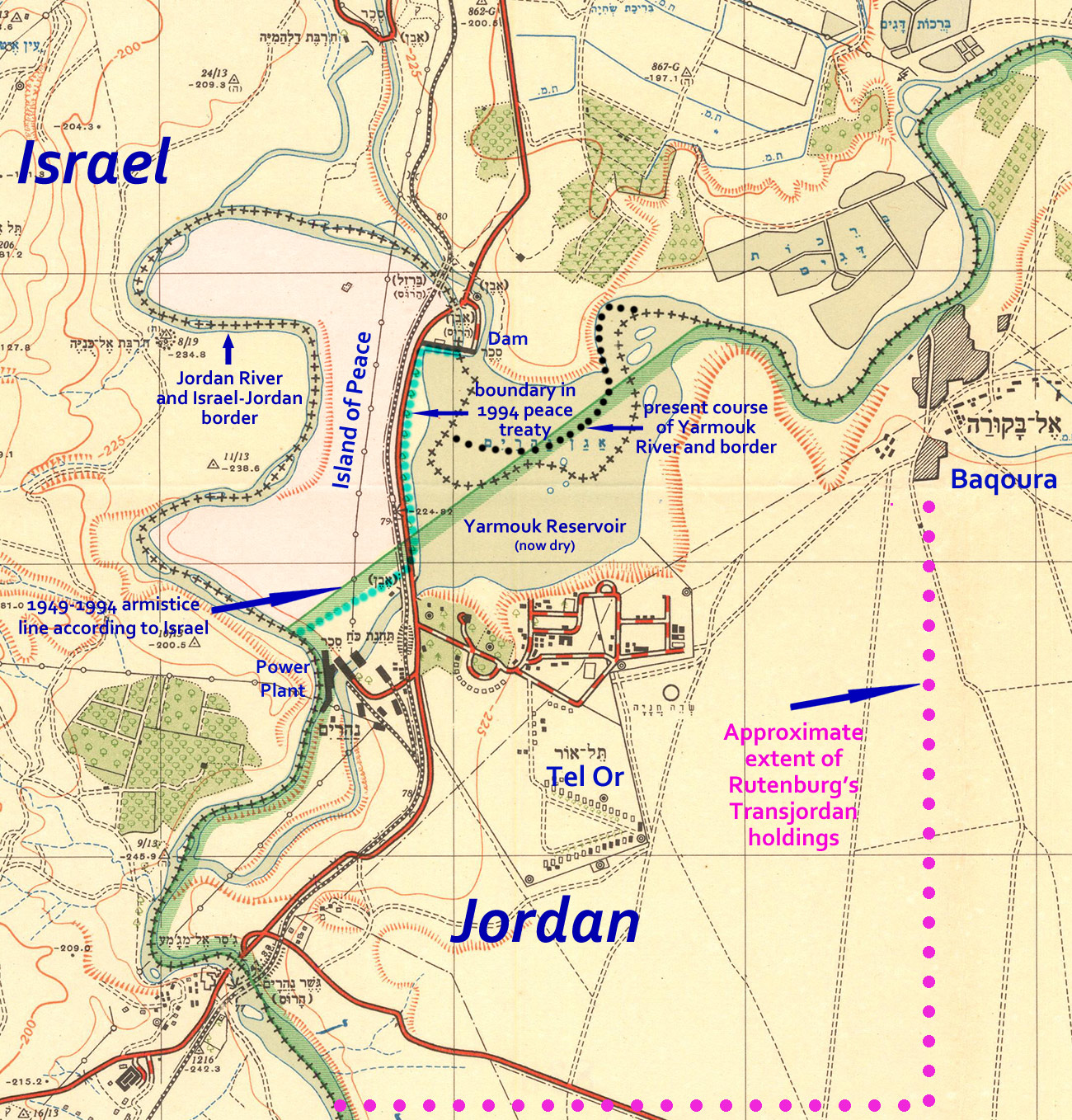
巴古拉地区的巴以边境